# Henning Calvör
Henning Calvör (* 1686 in Silstedt; † 10. Juli 1766 in Altenau) war ein deutscher Theologe, Lehrer und Gelehrter im Bereich der Bergbautechnik und Mechanik. Er wirkte vor allem in Clausthal im Harz und gilt als geistiger Vater der dortigen Bergschule, die wiederum die Keimzelle für die heutige Technische Universität Clausthal bildet.

## Leben

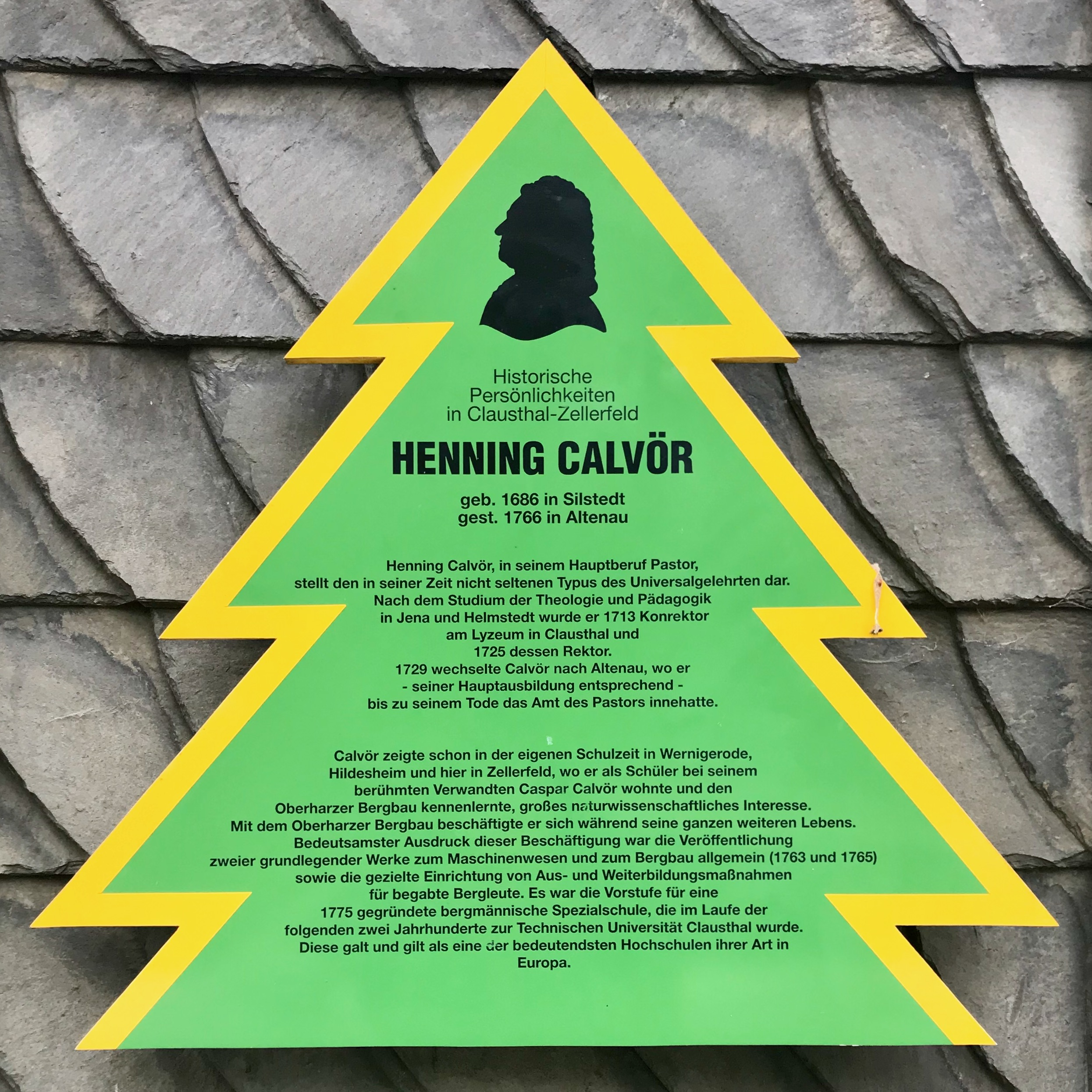
Dennert-Tanne vor der Zellerfelder Grundschule in Clausthal-Zellerfeld zur Erinnerung an Henning Calvör

Henning Calvör wurde im Oktober 1686 in Silstedt bei Wernigerode als Sohn des Schneiders Tobias Calvör (dessen Vater und Großvater waren die ersten Schulmeister von Silstedt) und der Maria Anna Hurdelhey geboren. (Calvör zu Ehren ist heute die Silstedter Grundschule nach ihm benannt.)
Obwohl aus einfachen Verhältnissen, genoss der fleißige und kluge Junge mit Förderung durch den verwandten Superintendenten Caspar Calvör eine gehobene Schulbildung: Er besuchte die Lateinschule in Wernigerode, das Andreanum in Hildesheim und die Schule in Zellerfeld. Mit Unterstützung der Grafen Ernst und Christian Ernst zu Stolberg besuchte er zweimal die Universität und studierte Theologie. Nach dem Studium kam er 1713 als Lehrer zurück nach Clausthal-Zellerfeld an das Lyzeum, dessen Ephorus der o. g. Caspar Calvör war. Im Jahre 1716 wurde Henning Calvör Konrektor und 1725 schließlich Rektor dieser Schule. Am 13. Juli 1717 heiratete er in Silstedt Catharina Maria Corvinus, Tochter des Silstedter Pastors Friedrich Corvinus. Mit seiner Ehefrau zeugte er sechs Kinder.
Ein Schwerpunkt der Aufgaben des Clausthaler Lyceums war es, den angehenden Berg- und Hüttenbeamten des Harzer Erzbergbaus, die nur praktisch vorgebildet worden waren, auch eine mathematische und naturwissenschaftliche Ausbildung unter besonderer Berücksichtigung des Bergwesens zu geben. Als Lehrer am Lyceum unterrichtete Calvör diese Schüler zunächst in Sprachen und Mathematik, später dann auch in Mechanik und Maschinenwesen:

„Wem also bekannt ist, daß meine Pflicht in meinem bis ins 17. Jahr zum Clausthal geführtem Schulamte gewesen, nebst den fremden Sprachen die Jugend in den mathematischen Wissenschaften, worin ich von Jugend an ein großes Vergnügen gefunden, zu unterrichten, wodurch mir Anlass gegeben, das hiesige Maschinenwesen in diesem und jenem Stücke mir bekannt zu machen, um meinen Scholaren dabey die Applikation der theoretischen Lehren zu zeigen“

Obwohl Calvör ja ursprünglich keine technische, sondern eine theologische Ausbildung hatte, erwarb er sich mit der Zeit ein derartiges Fachwissen in den o. g. technischen Gebieten, dass er zu einem ausgewiesenen Kenner wurde und zahlreiche montantechnische Schriften verfasste.
Schließlich regt Calvör an, eine eigene, technische Schule für das Bergwesen zu gründen:

„Nach meinem geringen und wenigen Ermessen würde der … abgezielte Zweck noch eher zu erhalten stehen, wenn insbesondere eine mathematische Schule aufgerichtet würde, darin die fähigsten und aufgewecktesten Köpfe von denen, die Berg- und Zimmerleute werden wollen, in der Jugend einige Stunden in der Woche, die sie von ihrer schon angetretenen Arbeit abbrechen können, in den Gründen der Geometrie, Trigonometrie, Static und Mechanic, auch der Aerostatic, Hydrostatic und Hydraulic, als Wissenschaften, da die Physic und Gesetze der Natur von der Mathesi appliciret werden, bey welchen allen die Arithmetic zum voraus gesetzt wird, unterrichtet würden ...“

Auch wenn es danach noch einige Zeit dauerte, gilt dieser Denkanstoß allgemein als richtungweisend für die spätere Abspaltung des Schulzweiges Berg- und Hüttenwesen und die Gründung der Bergschule Clausthal, der heutigen Technischen Universität.
Henning Calvör verbesserte und entwickelte auch selbst bergbautechnische Werkzeuge und Maschinen, als bekannteste wohl die mit Wasser betriebene Harzer Wettertrommel zur Bewetterung von Gruben, die nach dem Prinzip einer Wasserstrahlpumpe funktionierte.
Im Jahre 1729 legte Calvör schließlich sein Schulamt nieder, nachdem es zu einem Zerwürfnis mit den Stadtverordneten von Clausthal gekommen war, besann sich auf seine theologische Ausbildung zurück und nahm eine Pfarrstelle in der Sankt-Nikolai-Kirche  im nahegelegenen Altenau an, wo er 1766 verstarb. An seiner letzten Arbeitsstätte pflegte er neben seiner Pfarrtätigkeit aber auch seine technischen Interessen weiter und vollendete 1763 sein bekanntestes Werk „Beschreibung des Maschinenwesens …“ (lat. „Acta Historico-Chronologico-Mechanica circa metallurgiam in Hercynia superiori“) und 1765 dessen Fortsetzung „Historische Nachricht von der Unter- und gesamten Ober-Harzischen Bergwerke“ (siehe „Schriften“). Die Stiche in diesen Schriften erstellte sein Sohn Caspar.

## Schriften

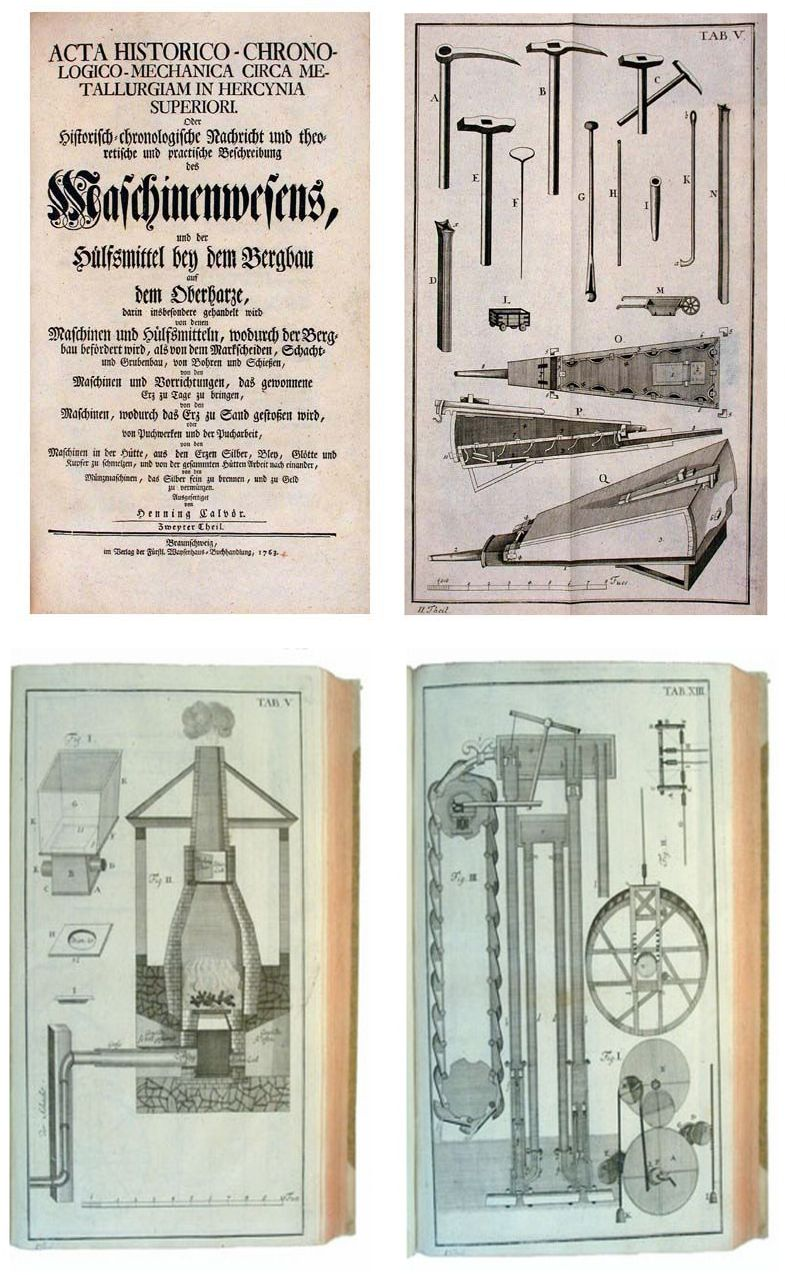
Auszug aus Calvörs Hauptwerk

- Acta Historico-Chronologico-Mechanica circa metallurgiam in Hercynia superiori. Oder Historisch-chronologische Nachricht und theoretische und practische Beschreibung des Maschinenwesens, und der Hülfsmittel bey dem Bergbau auf dem Oberharze, darin insbesondere gehandelt wird von denen Maschinen und Hülfsmitteln, wodurch der Bergbau befördert wird, als von dem Markscheiden, Schacht- und Grubenbau, von Bohren und Schießen, von den Maschinen und Vorrichtungen, das gewonnene Erz zu Tage zu bringen, von den Maschinen, wodurch das Erz zu Sand gestoßen wird, oder von Puchwerken und der Pucharbeit, von den Maschinen in der Hütte, aus den Erzen Silber, Bley, Glötte und Kupfer zu Schmelzen, und von der gesamten Hütten Arbeit nach einander, von den Münzmaschinen, das Silber fein zu brennen und zu Geld zu vermünzen. Im Verlag der Fürstlichen Waysenhaus-Buchhandlung, Braunschweig 1763. (Google books: 1. Teil, 2. Teil)
- Historische Nachricht von der Unter- und gesamten Ober-Harzischen Bergwerke, überhaupt, auch verschiedener zu den letztern gehörigen, insonderheit, ersten Aufkunft, deren Auflaß- und Wiederaufnehmungen, wie auch von der wieder aufgenommenen Ober-Harzischen Bergwerke Beschaffenheit seit den ersten Zeiten bis zum Schluß des Jahres 1760. (mit einem Anhang von andern besondern Nachrichten und einigen noch ungedruckten Urkunden, unter fleißiger Beziehung auf die ohnlängst herausgegebenen Acta Historico-Chronologico-Mechanica circa Metallurgiam in Hercynia Superiori), Im Verlag der Fürstlichen Waysenhausbuchhandlung, Braunschweig 1765. (Google books)